# Monte Bertrand
Il monte Bertrand (in francese mont Bertrand) è una montagna di 2.484 m che si trova nelle Alpi Liguri, sullo spartiacque tra val Tanaro e val Roia. Dal 1947 si trova al confine tra Francia e Italia. Si tratta della cima più alta della Catena del Saccarello.

## Caratteristiche

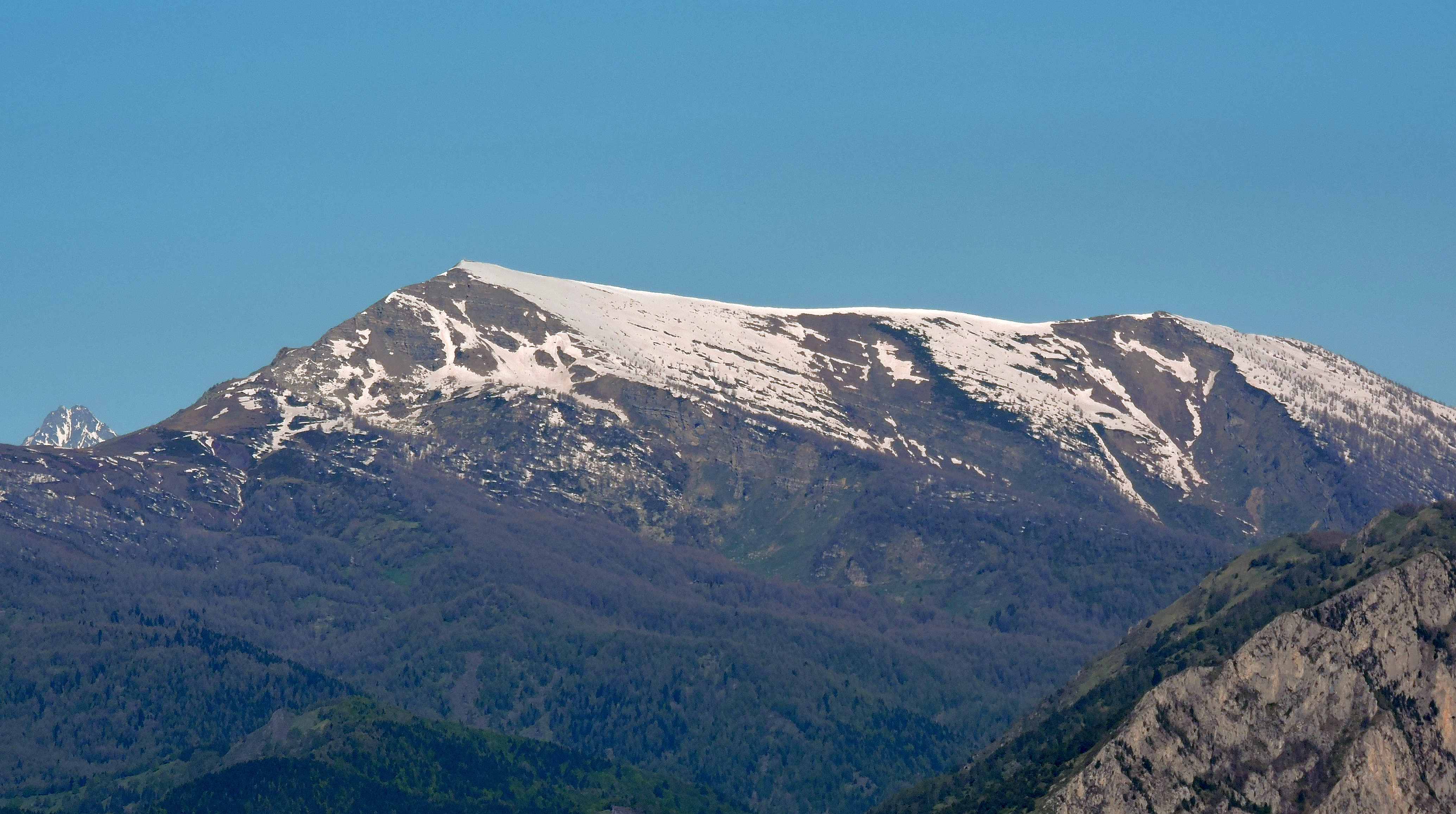
La montagna a inizio giugno vista dal Monte della Guardia.

La montagna si eleva tra la Cima Valega e la Colla Rossa; appartiene alla catena principale alpina ed è situata sullo spartiacque che separa il bacino del Negrone (uno dei rami sorgentizi del Tanaro, a est) dalla valle Roia. La sua prominenza topografica è di 383 metri. Il monte è ben visibile dalla frazione Upega del comune italiano di Briga Alta e dalla frazione Morignolo del comune francese di Briga Marittima.

## Storia

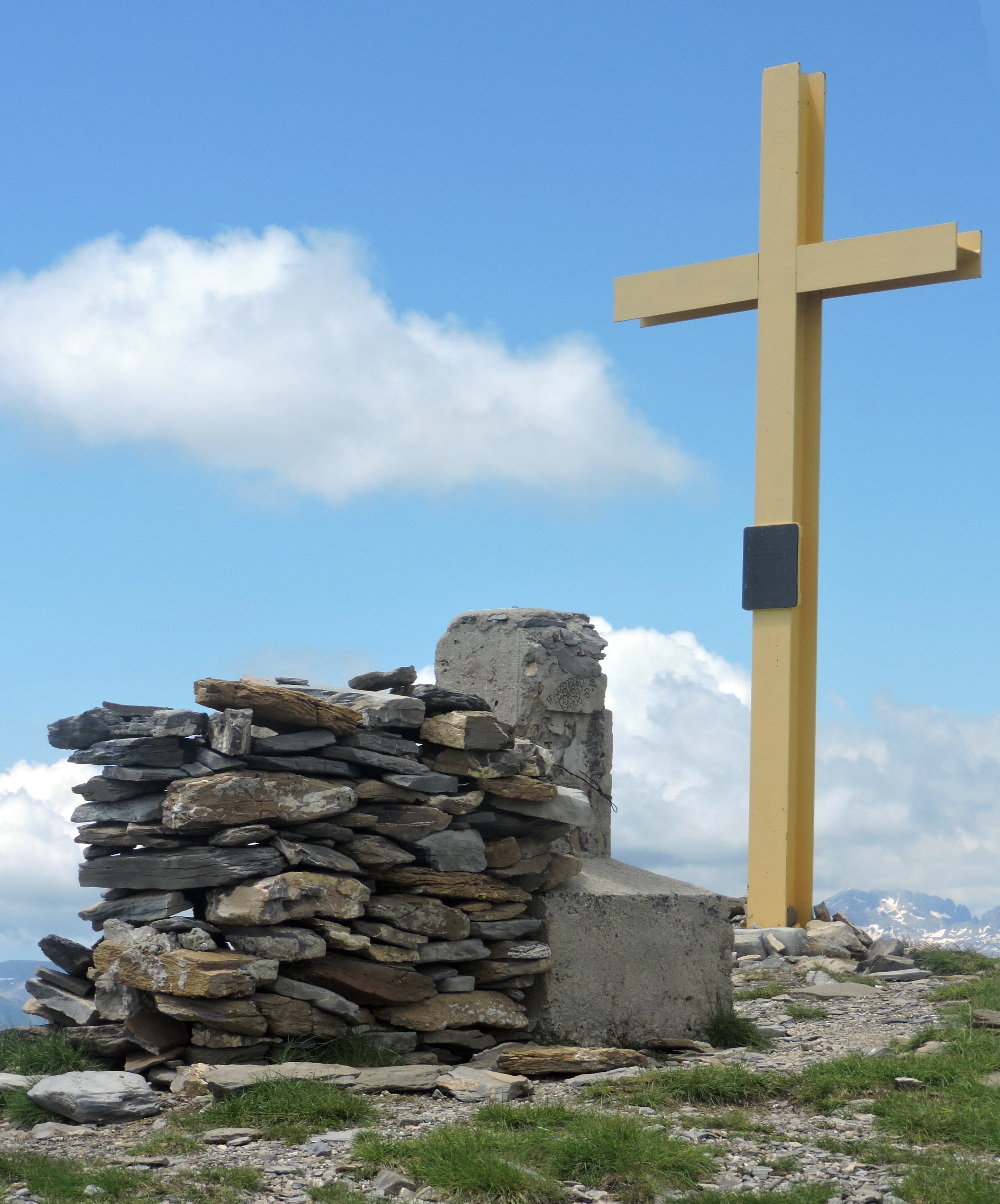
Croce e cippo sulla vetta

Dal 1861 al 1947 il Monte Bertrand era interamente compreso nella provincia di Cuneo. La montagna è oggi divisa tra Italia e Francia: il trattato di Parigi fa infatti transitare il confine tra le due nazioni per la sua cima.

## Accesso alla cima
La cima del monte Bertrand può essere raggiunta partendo dalla vicina Colla Rossa o dal Colle delle Selle Vecchie per un sentiero che si stacca dalla mulattiera che segna il confine italo-francese.

## Tutela naturalistica
La zona nord-orientale della montagna appartiene al Parco naturale del Marguareis.